# Southeast Arcadia
Southeast Arcadia est une census-designated place du comté de DeSoto, dans l'État de Floride, aux États-Unis,. En 2020, elle compte une population de 6 299 habitants.